# A Woman's Way (1908)
A Woman's Way is een Amerikaanse korte stomme film uit 1908 onder regie van D.W. Griffith. De hoofdrollen worden vertolkt door George Gebhardt, Mabel Trunnelle en Harry Solter. De film werd geproduceerd en uitgebracht door de Biograph Company.

## Verhaal
Een pelsjager wordt verliefd op de mooie dochter van een Frans-Canadese boswachter. Hij stelt voor om haar te kopen zodat hij met haar kan trouwen. Daar is het meisje het helemaal niet mee eens, maar haar smeekbeden blijven onbeantwoord. Wanneer de pelsjager en haar vader de koop gaan bezegelen in zijn hut, sluit ze hen op en vlucht ze weg in het bos.
De pelsjager komt al snel achter haar aan, maar ze vindt bescherming bij een gezelschap kampeerders die de pelsjager onder schot wegjagen. De volgende dag keert hij echter terug en neemt haar mee in zijn kano. Haar kreten alarmeren de kampeerders en de mannen gaan haar redden. Hoewel ze gewapend zijn durven ze niet te schieten uit angst het meisje te raken.
Nadat ze geboeid en geschopt werd, bindt de pelsjager haar vast aan een boom en maakt haar duidelijk dat ze daar zal blijven totdat ze wil meewerken. De kampeerders sluipen ondertussen dichterbij en slagen erin om haar te bevrijden. De pelsjager geeft zich echter niet zomaar gewonnen, maar hij wordt overmeesterd en neergeslagen. Wanneer het meisje zijn benarde situatie ziet verandert ze van gedachten en richt ze zijn pistool op haar redders. De verbaasde mannen maken zich uit de voeten en het meisje gooit zich in de armen van de pelsjager.

## Rolverdeling
| Acteur            | Personage              |
| ----------------- | ---------------------- |
| George Gebhardt   | Boswachter             |
| Mabel Trunnelle   | Dochter van boswachter |
| Harry Solter      | Kampeerder             |
| Linda Arvidson    | Vrouw van kampeerder   |
| Arthur V. Johnson | Man met geweer         |
| Herbert Miles     |                        |
| Dorothy Bernard   |                        |
| Florence Lawrence |                        |